# Bodenseichen

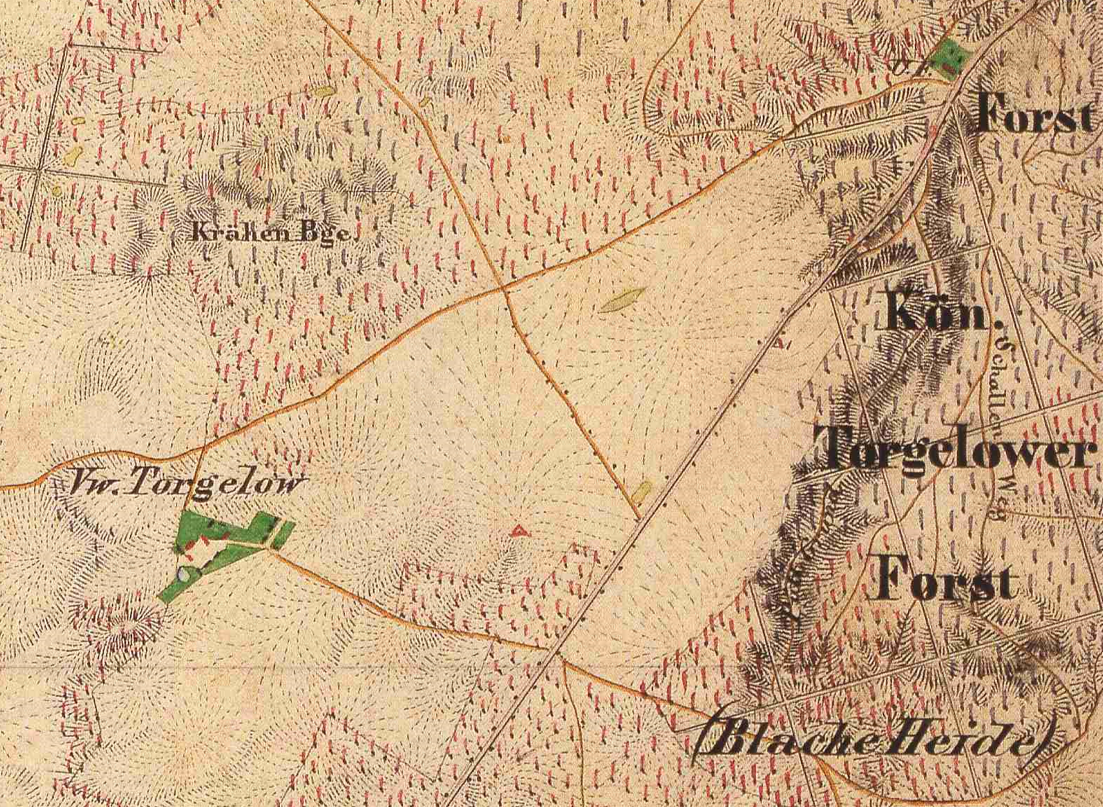
Vorwerk Torgelow (der heutige Gemeindeteil) und (rechts oben) U.F./Forsthaus Torgelow (= Bodenseichen), Ausschnitt aus dem Urmesstischblatt 3249 Heckelberg von 1844 (der Gemeindeteil Platzfelde existierte damals noch nicht)

Bodenseichen, bis 1932 Forsthaus Torgelow, auch Forsthaus Torgelow (Alt Chausseehaus) oder Altes Chausseehaus genannt, ist ein Gemeindeteil von Dannenberg/Mark, einem Ortsteil der Gemeinde Falkenberg im Landkreis Märkisch-Oderland (Brandenburg). Der Wohnplatz entstand zunächst als Chausseehaus nach dem Ausbau des alten Heerwegs von Berlin nach Bad Freienwalde (Oder) zur Chaussee um/nach 1817. Er wurde dann schon 1852 als Försterei genutzt. 1932 wurde der Wohnplatz in Bodens Eichen umbenannt, die Schreibweise wurde später zu Bodenseichen zusammen gezogen.

## Lage
Der Wohnplatz liegt an der B 158 an der Grenze der Gemarkung Dannenberg/Mark mit der Stadtgemarkung von Bad Freienwalde (Oder). Er liegt etwa 3,5 km südwestlich der Innenstadt von Bad Freienwalde (Oder), knapp 2,5 km ostsüdöstlich von Dannenberg/Mark und 1,7 km nordöstlich von Platzfelde. Bodenseichen ist völlig von Wald umgeben und liegt auf 110 m ü. NHN.

## Geschichte
Anfang des 19. Jahrhunderts wurde mit dem Ausbau des alten Heerweges von Berlin nach Freienwalde zur Kunststraße (Chaussee) begonnen. Der Abschnitt bis Werneuchen war 1806 fertiggestellt. Der weitere Ausbau verlief bedingt durch die Napoleonischen Kriege nur schleppend. Erst im Spätherbst 1816 wurden die Arbeiten für das letzte Teilstück ab etwa Leuenberg bis (damals noch nur) Freienwalde wieder aufgenommen. Am 5. September 1817 war dann der Ausbau bis zum Gasthof Sternkrug in Freienwalde fertiggestellt. Am 5. Februar 1820 gab das Regierungspräsidium des Regierungsbezirks Potsdam bekannt, dass die Chaussee von Werneuchen nach Freienwalde vollendet sei. Ab 1. März 1820 wurden die gewöhnlichen Chaussee-Gefälle für die 3½ Meilen erhoben. Die Verwaltung der Chaussee von Berlin nach Freienwalde wurde dem Kondukteur Fischer in Wollenberg übertragen. Mit Fertigstellung der Chaussee 1817, spätestens mit Freigabe der Strecke bis 1820, dürfte auch das Chausseehaus errichtet worden sein.
1852 wurde ein Schutzbeamter für den Belauf Torgelow (oder Königlichen Torgelower Forst) angestellt. Damit dürfte das Alte Chausseehaus nun zur Försterei umgewidmet worden sein. Spätestens 1854 war das Alte Chausseehaus definitiv  Forsthaus.
1858 gehörten zum Forstaufseherhaus Torgelow (oder Alt Chaussee) ein Wohnhaus und zwei Wirtschaftsgebäude. Im Wohnhaus lebten 16 Personen. 1871 hatte der Wohnplatz drei Einwohner.
Durch Brandstiftung brannten 1874 ein Schuppen und ein Stallgebäude ab. Die Lokalität wurde 1874 und 1881 noch Schutzbezirk Torgelow (Alt-Chausseehaus) genannt. 1885 hatte der Wohnplatz 8 Einwohner. 1895 10 Einwohner. Er wurde nun stringent Forsthaus Torgelow genannt.
Der Wohnplatz wurde 1932 in Bodenseichen (zunächst Bodens Eichen) umbenannt. Namensgeber war Forstmeister Walter Boden (* 5. Juli 1847 in Egeln, Wanzleben, † 3. August 1930 in Bad Freienwalde), der 33 Jahre Oberförster in der Oberförsterei Freienwalde war. Der zweite Teil des Ortsnamens -eichen spielt darauf an, dass Walter Boden während seiner Dienstzeit großflächig Eichenbestände pflanzen ließ.

## Die Försterei Torgelow in der Hierarchie der Forstverwaltung
1852 wurde der Schutzbezirk Torgelow mit einem Schutzbeamten besetzt. Ob dies die erste Besetzung war, ließ sich nicht ermitteln. Die Schutzbeamtenstelle war jedoch keine Försterstelle, sondern nur eine Forstaufseherstelle. Erster Schutzbeamter war wahrscheinlich ein Forstaufseher namens Bast. Bei der Begründung der Försterei Torgelow gehörte sie zur Oberförsterei Freienwalde, die dem Forstinspektionsbezirk Neustadt-Eberswalde untergeordnet war. Ab 1861 hieß es nun Forstinspektion Potsdam-Neustadt Eberswalde. Ab 1867 war die Stelle in der Försterei Torgelow eine vollwertige Försterstelle, da sie ab dieser Zeit jeweils mit einem Förster besetzt wurde. Ab 1. Juni 1870 wurde die Oberförsterei Freienwalde in die Forstinspektion Potsdam-Cöpenick transferiert. 1881 wurden die Oberförstereien Biesenthal, Liepe und Freienwalde neu abgegrenzt und gleichzeitig die neue Oberförsterei Eberswalde gebildet. Die Oberförsterei Freienwalde erhielt von der Oberförsterei Liepe die Förstereien Breitelege, Breitefenn und Maienpfuhl. Dafür musste die Oberförsterei Freienwalde die Förstereien Kähnsdorf und Tiefensee an die neugebildete Oberförsterei Eberswalde abtreten. Die Bewirtschaftung in den neuen Grenzen erfolgte ab dem 1. Oktober 1881, die Rechnungslegung dagegen erst ab 1. April 1882. Der Oberförsterei Freienwalde waren somit die Förstereien Breitelege, Breitefenn, Maienpfuhl, Sonnenburg, Torgelow und Bralitz unterstellt; sie verwaltete damals 5022,421 ha Wald. 1896 wurde die Forstinspektion Potsdam-Cöpenick in Forstrathsbezirk Potsdam-Eberswalde umbenannt. Kurt Brachvogel nennt die übergeordnete Behörde schon 1900 Forstinspektionsbezirk Eberswalde. 1932 wurde die Försterei Torgelow in Försterei Bodens Eichen umbenannt. Die Försterei wurde für einige Jahre nur mit einem Hilfsförster besetzt, ab 1935 war Bodens Eichen wieder Revierförsterei. Aus der Oberförsterei Freienwalde wurde 1934 das Forstamt Freienwalde. Dem Forstamt Freienwalde waren sieben Förstereien untergeordnet, darunter die Försterei Bodens Eichen. 1939 wird die Försterei Bodens-Eichen genannt.
1964 gehörte das Revier Bodenseichen zum Staatlichen Forstwirtschaftsbetrieb Eberswalde. Das Forsthaus Bodenseichen wird zwar häufig noch so genannt, ist jedoch kein Forsthaus mehr, sondern in Privatbesitz. Wann genau die Schreibweise sich zu Bodenseichen wandelte, ließ sich nicht ermitteln.

## Kommunale Zugehörigkeit
1858 ist das Forstaufseherhaus Torgelow (oder Altes Chausseehaus) unter dem Gutsbezirk Forstrevier Freienwalde aufgeführt. Auch 1871 und 1874 gehörte das Forsthaus Alt Chausseehaus-Torgelow bzw. Torgelow (Alt-Chausseehaus) zum Gutsbezirk Forstrevier Freienwalde a. d. Oder. 1885 und 1895 gehörte  das Forsthaus Torgelow dagegen zum Forstgutsbezirk Sonnenburg-Torgelow. Das Ortslexikon von 1897 führt das Forsthaus Torgelow dagegen wieder unter dem Gutsbezirk Freienwalder Forst, auch Gutsbezirk Forstrevier Freienwalde auf. Dieser Forstgutsbezirk wurde 1928/29 nicht aufgelöst, sondern existierte noch bis mindestens Ende der 1930er Jahre. Er erscheint erst 1957 als Wohnplatz von Dannenberg/Mark.
Die Gemeinde Dannenberg/Mark bildete mit acht anderen Gemeinden 1992 das Amt Falkenberg-Höhe. Zum 31. Dezember 2001 bildeten die Gemeinden Dannenberg/Mark, Falkenberg (Mark) und Kruge/Gersdorf die neue Gemeinde Falkenberg. Seitdem ist Dannenberg/Mark ein Ortsteil der amtsangehörigen Gemeinde Falkenberg im Landkreis Märkisch-Oderland (Brandenburg). Bodenseichen hat den kommunalpolitischen Status eines Gemeindeteils von Dannenberg/Mark.

## Liste der Förster
- (1854) bis 31. März 1855 Forstaufseher Bast, im Chausseehaus bei Torgelow[5] er war später in den Förstereien Sonnenburg (Oberförsterei Freienwalde) und Sperenberg (Oberförsterei Kummersdorf) tätig
- ab 1. April 1855 bis (1864) Förster Heinrich Regling, Jäger, wurde zunächst zum Forstaufseher befördert (im Schutzbezirk Torgelow im Forstreviere Freienwalde)[24] 1860 zum Königlichen Förster ernannt[25]
- ab 1. Juli 1864 bis 31. Oktober 1867 Förster Johann Zinger (* 23. Februar 1821 in Forsthaus Adlershorst), bisher Oberjäger, bei Amtsantritt zum Forstaufseher ernannt,[26] wurde 1865 zum Förster ernannt[27] wurde 1867 in die Försterei Eichheide (Oberförsterei Pechteich) versetzt[28]
- ab 1. November 1867 bis 30. September 1870 Förster Friedrich Wilhelm Busse (* 18. Februar 1820 in Spandau)[28] war vorher in der Försterei Ahrensdorf (Oberförsterei Potsdam), wurde in die Försterei Pehlenbruch versetzt (wohl falsch, da gleichzeitig ein anderer Förster nach Pehlenbruch versetzt wurde)[29]
- ab 1. Oktober 1870 bis 31. März 1873 Förster Julius Bechtold (* 16. August 1832 in Potsdam, † 3. Juli 1882), vorher Jäger, mit der Stellenvergabe zum Förster befördert[30] später in der Försterei Pehlenbruch, dann in der Försterei Neuholland
- ab 1. April 1873 bis 1878 Förster Peschlow[31] vorher in der Försterei Sonnenburg (Oberförsterei Freienwalde)
- ab 1. Oktober 1878 bis (1885) Förster Heinrich Grandke, vorher in der Försterei Hirschberg (Oberförsterei Groß Schönebeck)[32]
- ab 1. Juli 1885 bis 1912 Förster Karl Schulz/Scholz (* 3. August 1847 in Steinberg[33]), Diensteintritt: 1. Juli 1885[34] er wurde 1905 zum Hegemeister ernannt[35][19]
- 1. September 1912 bis 31. Juli 1918 Förster Max Blessin (* 23. April 1873 in Glaubitten (Königsberg), † 22. April 1943), Förster ohne Revier,[36] wurde 1918 in die Försterei Sonnenburg (Oberförsterei Freienwalde) versetzt[37]
- 1. August 1918 bis 30. September 1932 Förster Koch, vorher Försterei Teufelsberg (Oberförsterei Freienwalde)[37][38][39]
- 1. Oktober 1932 bis 31. März 1934 Hilfsförster Georg Otto Friedrich Schmücker (* 9. Mai 1907 in Forsthaus Hammer, Kr. Teltow)[40] wurde in die Försterei Dreiecksee (Forstamt Gramzow) versetzt und zum Revierförster ernannt[41]
- 1. April 1934 bis (1939) Revierförster Heyer, zunächst Hilfsförster (1934)[21][22]